# Feliks Kuczkowski
Feliks Kuczkowski, pseud. Canis de Canis (ur. 1884, zm. 6 maja 1970) – polski artysta plastyk, reżyser filmów animowanych. Pochowany na cmentarzu w Brwinowie.

## Filmografia

### Reżyseria
- 1916: Flirt krzesełek
- 1916: Luneta ma dwa końce